# Ligron
Ligron é uma comuna francesa na região administrativa do País do Loire, no departamento de Sarthe. Estende-se por uma área de 13.5 km². Em 2010 a comuna tinha 506 habitantes (densidade: 37,5 hab./km²).